# Rusłan Itemgenow
Rusłan Temyrbekuły Itemgenow (kaz. Руслан Темірбекұлы Итемгенов; ur. 2 października 1991) – kazachski zapaśnik walczący w stylu klasycznym. Czwarty w Pucharze Świata w 2016 roku.